# Torneo Internacional de Chile 1966
El Torneo Internacional de Chile 1966, denominado Pentagonal de Santiago 1966, corresponde a la 13.ª edición del torneo amistoso de fútbol, de carácter internacional, disputado en Santiago de Chile. 
Se organizó como una competencia de carácter preparativo para la Selección de Chile, como su última actividad competitiva antes de viajar a Inglaterra a participar en el Mundial 1966.
Todos los partidos se jugaron en el Estadio Nacional de Santiago, la época difiere de los torneos anteriores, ya que se efectuó al término del otoño, finales del mes de mayo y primera quincena de junio.  Una vez finalizado la “Roja” de Chile viaja a Inglaterra para cumplir sus compromisos mundialista.

## Datos de los equipos participantes
| Equipo              | Calidad                                                                          |
| ------------------- | -------------------------------------------------------------------------------- |
| Selección de Chile  | Anfitrión                                                                        |
| Selección de México | Invitado                                                                         |
| Milán               | Invitado y séptimo lugar en la Serie A de Italia 1965-1966                       |
| Sevilla             | Invitado y octavo lugar en la Primera División de España 1965-1966               |
| Sheffield United    | Invitado y noveno lugar en la temporada regular de la Primera División 1965-1966 |

## Partidos

### Primera fecha
| 29 de mayo de 1966 | Selección de México | 1:0 | Selección de Chile | Estadio Nacional de Santiago, Santiago                |                                                       |
|                    | Fragoso 3'          |     |                    | Asistencia: 71.630 espectadores Árbitro(s): K Howlley | Asistencia: 71.630 espectadores Árbitro(s): K Howlley |

### Segunda fecha
| 1 de junio de 1966 | Sheffield United                                     | 4:1 | Sevilla    | Estadio Nacional de Santiago, Santiago                     |                                                            |
|                    | Barlow 9' · Jones 27' · Mallender 49' · Woodward 55' |     | Suárez 56' | Asistencia: 35.864 espectadores Árbitro(s): Claudio Vicuña | Asistencia: 35.864 espectadores Árbitro(s): Claudio Vicuña |

| 1 de junio de 1966 | Milán      | 1:1 | Selección de México | Estadio Nacional de Santiago, Santiago                 |                                                        |
|                    | Sormani 7' |     | Mercado 25',        | Asistencia: 35.864 espectadores Árbitro(s): K. Howlley | Asistencia: 35.864 espectadores Árbitro(s): K. Howlley |

### Tercera fecha
| 5 de junio de 1966 | Selección de México                            | 3:1 | Sevilla      | Estadio Nacional de Santiago, Santiago                           |                                                                  |
|                    | Fragoso 7' · Mercado 47' · Achucarro 66' (ag.) |     | Rebellón 89' | Asistencia: 70.015 espectadores Árbitro(s): Carlos Robles Robles | Asistencia: 70.015 espectadores Árbitro(s): Carlos Robles Robles |

| 5 de junio de 1966 | Selección de Chile                    | 2:0 | Sheffield United | Estadio Nacional de Santiago, Santiago                     |                                                            |
|                    | Armando Tobar 2' · Ignacio Prieto 62' |     |                  | Asistencia: 70.015 espectadores Árbitro(s): Claudio Vicuña | Asistencia: 70.015 espectadores Árbitro(s): Claudio Vicuña |

### Cuarta fecha
| 9 de junio de 1966 | Milán                                                            | 4:0 | Sevilla | Estadio Nacional de Santiago, Santiago                      |                                                             |
|                    | Angelillo 20' · Fortunatto 44' · Sormani 47' (pen.) · Danova 70' |     |         | Asistencia: 16.744 espectadores Árbitro(s): Domingo Massaro | Asistencia: 16.744 espectadores Árbitro(s): Domingo Massaro |

| 9 de enero de 1966 | Selección de México | 1:1 | Sheffield United | Estadio Nacional de Santiago, Santiago                 |                                                        |
|                    | Fragoso 13'         |     | T. Wagstaff 35'  | Asistencia: 16.744 espectadores Árbitro(s): Mario Gasc | Asistencia: 16.744 espectadores Árbitro(s): Mario Gasc |

### Quinta fecha
| 12 de enero de 1966 | Sheffield United                                            | 4:0 | Milán | Estadio Nacional de Santiago, Santiago                           |                                                                  |
|                     | Woodward 13' · Mallender 16' · Badger 69' · B. Wagstaff 73' |     |       | Asistencia: 33.040 espectadores Árbitro(s): Carlos Robles Robles | Asistencia: 33.040 espectadores Árbitro(s): Carlos Robles Robles |

| 12 de enero de 1966 | Selección de Chile | 1:1 | Sevilla       | Estadio Nacional de Santiago, Santiago                 |                                                        |
|                     | Jaime Ramírez 4'   |     | Fernández 71' | Asistencia: 33.040 espectadores Árbitro(s): K. Howlley | Asistencia: 33.040 espectadores Árbitro(s): K. Howlley |

### Sexta fecha
| 15 de junio de 1966 | Selección de Chile                    | 2:1 | Milán      | Estadio Nacional de Santiago, Santiago                 |                                                        |
|                     | Pedro Araya 13' · Luis Eyzaguirre 86' |     | Danova 88' | Asistencia: 16.423 espectadores Árbitro(s): Mario Gasc | Asistencia: 16.423 espectadores Árbitro(s): Mario Gasc |

## Tabla de posiciones
| Pos | Equipo              | PJ | PG | PE | PP | GF | GC | Dif | Pts |
| --- | ------------------- | -- | -- | -- | -- | -- | -- | --- | --- |
| 1   | Selección de México | 4  | 2  | 2  | 0  | 6  | 3  | 3   | 6   |
| 2   | Sheffield United    | 4  | 2  | 1  | 1  | 9  | 4  | 5   | 5   |
| 3   | Selección de Chile  | 4  | 2  | 1  | 1  | 5  | 3  | 2   | 5   |
| 4   | Milán               | 4  | 1  | 1  | 2  | 6  | 7  | -1  | 3   |
| 5   | Sevilla             | 4  | 0  | 1  | 3  | 3  | 12 | -9  | 1   |

PJ=Partidos jugados; PG=Partidos ganados; PE=Partidos empatados; PP=Partidos perdidos; GF=Goles a favor; GC=Goles en contra; Dif=Diferencia de gol; Pts=Puntos
|  | Campeón |

## Campeón
| México                        |
| Selección de México 1º título |